# Prise du Peñon de Velez (1522)
Pour les articles homonymes, voir Prise du Peñon de Velez.
La prise du Peñon de Velez par les berbères Wattassides a lieu le 20 décembre 1522. Le commandant de la garnison, voyant approcher une flotte qu'il croyait d'Andalousie et supposant qu'ils étaient des renforts espagnols, a ouvert les portes de Penon de Velez, mais c'étaient des navires envoyés par les Wattassides.

## Sources

#### Hispanophone
- Tomás García Figueras, « El Peñón de Vélez » in Ejército. Revista Ilustrada de las Armas y Servicios, no 18, année 1941, voir en ligne